# Slädaviken
Slädaviken är ett havsbad på norra Alnö, utanför Sundsvall. Slädaviken ingår i tätorten Ås, Slädaviken och Bullås.
I början av maj 1983 detonerade en mina utanför Slädaviken. Det uppstod spekulationer om att minan utlösts av en rysk miniubåt som låg skadad på botten. Marinen genomförde ett antal attacker med sjunkbomber utan resultat. Några belägg för att ett intrång av en ubåt från främmande makt hade ägt rum framkom emellertid aldrig. En av journalisterna som rapporterade från Slädaviken, Kjell Carnbro från Mittnytt, har beskrivit ubåtsjakten som ett utslag av "kollektiv hysteri".